# Nicolas Montailly
Nicolas Montailly est un compositeur et maître de musique français actif à Paris dans le dernier quart du XVIIe siècle et le premier du XVIIIe.

## Biographie
Il est un élève du maître de chant de Bertrand de Bacilly, chez qui il prend des leçons quatre ans durant. Peu après la mort de Bacilly en septembre 1690, Montailly revendique d’être aussi l’élève de Sébastien Le Camus.
À partir de 1680 environ, Montailly fut maître de musique des chanteuses que Mademoiselle de Guise employait pour sa musique, à l’époque où Marc-Antoine Charpentier était son compositeur attitré. À sa mort (janvier 1688), Mademoiselle de Guise lui laisse une pension viagère de 300 lt.
En 1692, Nicolas Montailly demeurait quai de la Mégisserie paroisse Saint-Germain l’Auxerrois, il baptise le 24 septembre de cette année sa fille Marie-Madeleine, née deux jours avant de son épouse Thérèse Clémence Seigneuré.

## Œuvres

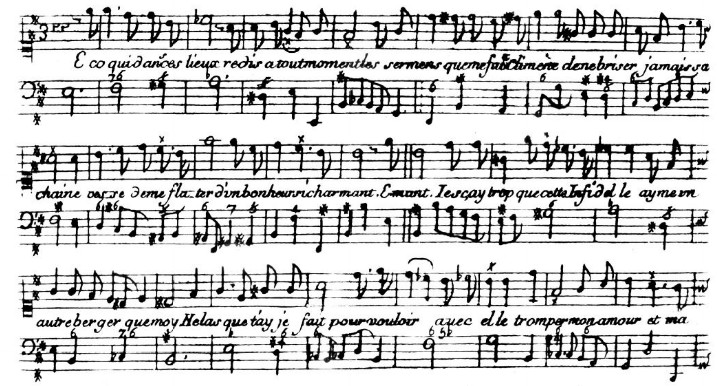
Début de l'air Eco qui dans ces lieux de Nicolas Montailly (Mercure galant, 1690).

On connaît trente-neuf airs de sa main :
- vingt paraissent le Mercure galant entre 1688 et 1708[7].
- six paraissent dans les Livres d’airs de différents auteurs publiés chez Christophe Ballard entre 1689 et 1694[8].
- vingt-six dans les Recueils d’airs sérieux et à boire publiés chez Christophe Ballard’’ entre 1695 et 1714.

Il y en a donc qui existent dans deux ou trois des collections ci-dessus. Certains sont écrits sur des vers de Françoise Pascal, ou de Rabiet d’Antespine.